# (10432) Ullischwarz
(10432) Ullischwarz (4623 P-L) – planetoida z pasa głównego asteroid okrążająca Słońce w ciągu 3,36 lat w średniej odległości 2,24 j.a. Odkryta 24 września 1960 roku.